# Valerio Sale
Valerio Sale (Bassano del Grappa, 1570 – 8 febbraio 1608) è stato un giurista e poeta italiano.

## Biografia
Nacque a Bassano nel 1570 da Andrea, in una famiglia che diede origine ad altri giuristi e letterati, come in particolare Giorgio Sale, con lui inserito nella raccolta di Giambattista Verci Rime scelte di alcuni poeti bassanesi che fiorirono nel sec. XVI (1759).  Studiò Legge all'Università di Padova e divenne un valente Giuriconsulto. Ricoprì diverse cariche pubbliche presso il Consiglio della città in qualità di Giudice alla Ragione, di Console, di Sindaco e di Giudice alla Fiera. Si distinse soprattutto per le sue missioni a Venezia per conto del Consiglio. Oltre al già citato Giorgio Sale, fu il padre del poeta Girolamo Sale. Nella famiglia si distinsero, nella storia Mario Sale, e nelle lettere Gianmaria Sale, rettore della chiesa di S. Gianbattista di Bassano. Nell'ambito delle sue divagazioni poetiche, partecipava ad un fervido convivio di letterati bassanesi, con particolare vicinanza ad Alessandro Campesano, Andrea Ronzoni e Antonio Querenghi. Morì l'8 febbraio 1608 e fu sepolto nella chiesa di Santa Caterina a Bassano.

## Opere
Le poesie in forma di sonetti furono pubblicate nel sopra citato testo del Verci nel 1759, testo conservato e consultabile presso la Biblioteca Centrale di Roma Archiviato il 23 gennaio 2018 in Internet Archive. in Tomo I e Tomo II. Il Verci fa inoltre riferimento come maggior merito ad un'altra pubblicazione di Valerio Sale in ambito giuridico, Parafrasi della Legge di Valerio Sali Bassanese, edita nel 1580 a Venezia dai Fratelli Guerra.